# St. Pancratii (Körbelitz)

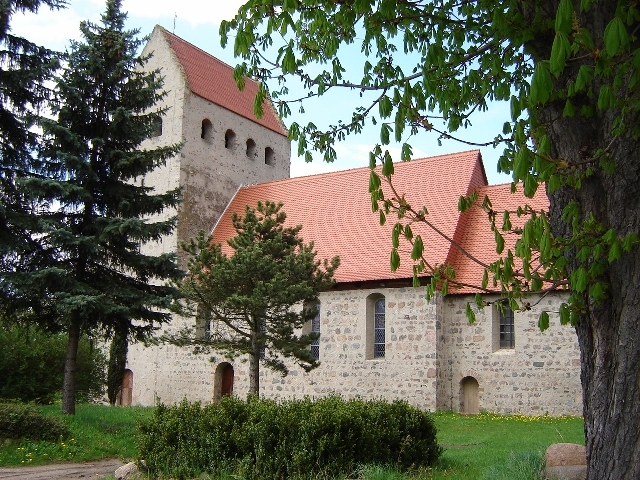
Dorfkirche St. Pancratii Körbelitz

Die evangelische Dorfkirche St. Pancratii ist eine romanische Saalkirche in der Ortschaft Körbelitz von Möser im Landkreis Jerichower Land in Sachsen-Anhalt. Sie gehört zur Kirchengemeinde Möser im Kirchenkreis Elbe-Fläming der Evangelischen Kirche in Mitteldeutschland (EKMD).

## Geschichte und Architektur
Die Kirche ist ein spätromanisches Feldsteinbauwerk aus querrechteckigem Westturm, Schiff, eingezogenem quadratischem Chor und halbkreisförmiger Apsis (Vollständige Anlage); der Turm wurde vermutlich erst im Spätmittelalter hinzugefügt, das Mauerwerk ist von sehr unregelmäßiger Schichtung und wurde nach einem Einsturz im Jahr 1989 wiederaufgebaut. Im Jahr 2001 wurde die Möglichkeit zur Turmbesteigung geschaffen. Dendrochronologische Untersuchungen ergaben, dass der Dachstuhl des Chorraums im Jahr 1648/49 erneuert worden war.
Die Fenster an der Nordseite des Schiffs und das Ostfenster der Apsis sind im ursprünglichen Zustand erhalten, an der Südseite sind das romanische Portal zum Schiff und die Priesterpforte erhalten; das romanische Nordportal ist vermauert.
Innen ist das Bauwerk flachgedeckt mit Triumphbogen, West- und Nordempore. Apsis und Chor sind mit neuromanischer Ausmalung versehen (Agnus dei und Evangelistensymbole), die wohl von der Renovierung im Jahr 1899 stammen. 

## Ausstattung
Das Hauptstück der Ausstattung ist ein hölzerner Altaraufsatz, der auf das Jahr 1681 datiert ist; ein Säulenaufbau mit Cherubsköpfen zeigt im Hauptfeld ein Gemälde der Kreuzigung, darüber in gesprengtem Segmentgiebel mit sitzenden Engelsfiguren achteckiges Gemälde mit der Auferstehung Christi. Die oktogonale neugotische Sandsteintaufe stammt aus der zweiten Hälfte des 19. Jahrhunderts. Die schlichte barocke Kanzel ist mit Schalldeckel versehen, der Korb mit Stifterinschrift ist 1650 datiert, der Kanzelaufgang wurde wohl um 1900 verändert, dabei wurde eine auf das Jahr 1691 datierte Bekrönung wieder verwendet. Das schlichte barocke Chorgestühl aus der Mitte des 17. Jahrhunderts ist mit rundbogig gefeldertem Dorsale ausgestattet. Der Opferstock ist datiert auf das Jahr 1656. Derzeit deponiert sind verschiedene Teile der durch den Turmeinsturz beschädigten Orgel von Johann Georg Hartmann aus dem Jahr 1742; ein langfristiger Wiederaufbau wird angestrebt.
In der Kirchhofmauer sind zwei mittelalterliche Sühnekreuze eingelassen.